# Ridgecrest (Louisiana)
Ridgecrest és una població dels Estats Units a l'estat de Louisiana. Segons el cens del 2000 tenia 801 habitants.

## Demografia
Segons el cens del 2000, Ridgecrest tenia 801 habitants, 291 habitatges, i 229 famílies. La densitat de població era de 719,2 habitants/km².
Dels 291 habitatges en un 28,9% hi vivien nens de menys de 18 anys, en un 60,8% hi vivien parelles casades, en un 12% dones solteres, i en un 21% no eren unitats familiars. En el 17,9% dels habitatges hi vivien persones soles el 10% de les quals corresponia a persones de 65 anys o més que vivien soles. El nombre mitjà de persones vivint en cada habitatge era de 2,6 i el nombre mitjà de persones que vivien en cada família era de 2,95.
Per edats la població es repartia de la següent manera: un 21,5% tenia menys de 18 anys, un 9,9% entre 18 i 24, un 25% entre 25 i 44, un 25,7% de 45 a 60 i un 18% 65 anys o més.
L'edat mediana era de 41 anys. Per cada 100 dones de 18 o més anys hi havia 88,9 homes.
La renda mediana per habitatge era de 31.000 $ i la renda mediana per família de 32.917 $. Els homes tenien una renda mediana de 30.625 $ mentre que les dones 20.114 $. La renda per capita de la població era de 14.629 $. Entorn del 17,8% de les famílies i el 21,7% de la població estaven per davall del llindar de pobresa.

## Poblacions més properes
El següent diagrama mostra les poblacions més properes.